# Pliešovce
Pliešovce (in ungherese Tótpelsőc, in tedesco Deutschpelsätz) è un comune della Slovacchia facente parte del distretto di Zvolen, nella regione di Banská Bystrica.